# Podkova

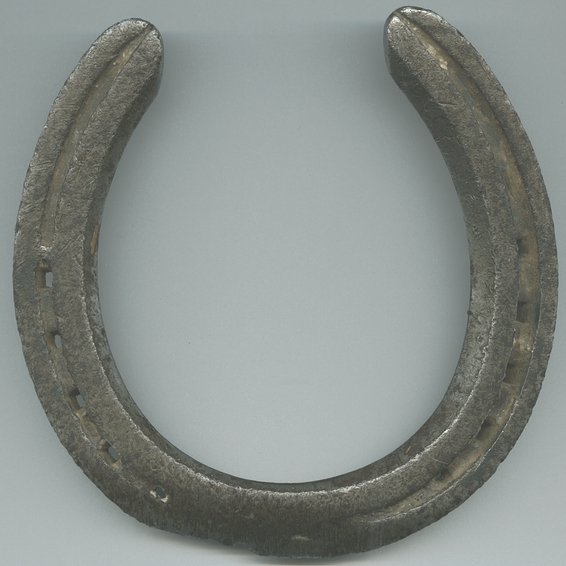
Podkova

Podkova je obvykle kovová ochrana koňského kopyta před přílišným opotřebováním. Ke kopytu se připevňuje zvláštními hřebíky - podkováky, některé druhy podkov se ke kopytu lepí. Úpravu kopyt a připevnění podkovy provádí podkovář. Jiný typ podkovy existuje také pro skot.

## Historie
Nejstarší ochranou kopyt byly lýkové hiposandály používané v antickém Římě, které se ke kopytu přivazovaly. Kovové podkovy začali používat nejdříve Keltové. Znovu se objevily v Evropě asi v 6. století, na českém území se používají asi od 10. století. Jedna podkova vydržela asi 4-6 týdnů. Dokud se k tahu používal skot, podkovával se i on, takové podkovy byly od koňských velmi odlišné.

## Popis podkovy
Podkova musí tvarově vyhovovat nosnému okraji kopyta, proto její velikost určuje velikost kopyta, její výšku a druh pak určuje činnost, k jaké je kůň využíván. Podkova se skládá z přední části a dvou ramen. Ramena jsou tvořena postranní a patkovou částí. Na spodní ploše podkovy je rýha, ve které jsou vyraženy hranaté díry pro podkováky. Tato rýha slouží jen k lehčímu probití podkovy. Rýha se zhotovuje rýhovákem a pokud není udělána přesně, může poškodit nejen samotnou podkovu, ale i kopyto.
Čapka zabraňuje posunutí podkovy po kopytu, na podkovách pro přední končetinu bývá jedna, pro zadní nohu dvě. Podkovy se někdy doplňují ozuby. Jejich účelem je nadzvednout zadní část kopyta.
Některé podkovy bylo nutno chránit před rychlým opotřebením, proto se podkova opatřuje ozuby, hmatci nebo plátky. Ozuby mohou být vykované, nebo vyměnitelné. Vyměnitelné jsou buď šroubovací anebo zastrkávací. Ozuby se používají hlavně u tažných koní, parkurových koní, nebo na náledí. Pro zimní období se používají ostré ozuby, pro letní pak tupé. Hmatec je vlastně hranol se dvěma hroty, připevněný ke spodní straně kopyta, může být zastrkovací, šroubovací anebo připevněný pomocí závlaček či háčků.

## Funkce podkovy
Podkova chrání před přílišným opotřebováním kopyta, zmírňuje namáhání šlach a snižuje riziko uklouznutí. U tažných koní zvyšuje adhezi kopyta k podkladu (po němž se kůň pohybuje), což snižuje prokluz a výrazně zlepšuje přenos motorických sil přenášených z nohou koně na podložku (zejména na kluzkém povrchu - lidově řečeno, nohy koní mnohem méně kloužou). Podkova může pomáhat napravovat nepravidelné postoje koní („křivé nohy“), případně korigovat nepravidelné chody, speciální podkovy jsou potřeba i pro léčení některých onemocnění nebo úrazů kopyta.

## Druhy podkov
Podkovy se vyrábějí většinou z oceli, hliníkových slitin, gumy a jiných plastů.
- Pantoflice - používá se hlavně pro jezdecké a kočárové koně, nemá ozuby ani hmatce a plátky. Výhodou je, že se kopyto zvedá jen o výšku pantoflice. Jejím účelem je snížit riziko uklouznutí, namáhání šlach.
- Těžká pantoflice - používá se pro tažné koně. Na rozdíl od pantoflice má zhruba o jednu třetinu zvýšené zadní části ramen, jejichž spodní plocha má vyseknuté rýhy, které zabraňují smekání koní. Nevýhodou tohoto typu podkovy je, že poměrně značně zatěžuje nohy koně.
- Strouhavky - používají se u koní, kteří se strouhají
- Stihavky - používají se u koní, kteří se stíhají
- Podkovy s hmatcem - používají se v těžkém tahu
- Zámková podkova - má speciální přepážku, která spojuje obě patkové části podkovy, používá se při některých onemocněních a úrazech kopyta (např. rozštěp)

## Výroba podkovy
Zhruba od poloviny 20. století se podkovy vyrábějí především strojově a podkovář ji jen upravuje, výhodou takového postupu je cena a zkrácení práce. Dříve podkovář podkovu vyráběl individuálně, což mělo výhodu, že koni podkova lépe seděla, v současné době ručně dělá podkovy minimum podkovářů.
Podkova se vyráběla z měkké oceli, kdy podkovář (popř. kovář) nejprve sekáčem odsekl patřičnou délku oceli. V této chvíli již musel mít představu o tom, jak bude podkova vypadat, zda bude mít vykované zuby, atp., neboť právě tyto skutečnosti určovaly, jak velký kus oceli odseknout. Jako příklad lze uvést, že pro podkovu s vykovanými zuby byla zapotřebí dvojnásobná délka.

## Alternativa podkov
Namísto podkov lze použít také boty pro koně.